# Récepteur apparenté au récepteur des rétinoïdes
Le récepteur apparenté au récepteur des rétinoïdes (en anglais retinoid-related orphan receptor, ROR) est une protéine de la famille des récepteurs nucléaires dont le ligand n'est à ce jour pas clairement identifié.

## Mécanisme d'action
Le ROR agit sous forme d'hétérodimères avec le RXR.